# Vatican Advanced Technology Telescope
Vatican Advanced Technology Telescope (VATT) – teleskop Watykańskiego Obserwatorium Astronomicznego o średnicy zwierciadła 1,83 m.
Został zbudowany na Mount Graham (ok. 3200 m n.p.m.) w pobliżu innych teleskopów (LBT – Large Binocular Telescope, SMT – Heinrich Hertz Submillimeter Telescope), należy do grupy MGIO (Mount Graham International Observatory). Warunki atmosferyczne na Mt. Graham należą do najlepszych na świecie. Osiągana zdolność rozdzielcza, bez optyki korekcyjnej, jest zwykle lepsza niż 1".
Pracę VATT zainaugurowano w 1993.

## Dane techniczne
Lustro teleskopu zostało zbudowane w The University of Arizona's Steward Observatory Mirror Laboratory, jako pierwsze tego typu, w technologii „plastra miodu”, na obrotowej platformie. Można nim obserwować obiekty do 21 mag.
| System optyczny      | Gregory’ego f/9                                            |
| Ogniskowa            | 16,48 m                                                    |
| Zwierciadło główne   | f/1,0, średnica 1,83 m                                     |
| Zwierciadło wtórne   | f/0,9, średnica 0,38 m (kontrola ostrości: 0,1 mikrometra) |
| Pole widzenia        | 72 mm (15')                                                |
| Skala                | 12,52 "/mm                                                 |
| Rozdzielczość obrazu | 0,1 ' – 6,8 "                                              |
| Montaż               | azymutalny                                                 |